# Hymne de la république socialiste soviétique de Lituanie

Flag of the Lithuanian SSR

L'hymne de la république socialiste soviétique de Lituanie (lituanien : Lietuvos Tarybų Socialistinės Respublikos himnas) était l'hymne de la république socialiste soviétique de Lituanie sous l'URSS.

## Histoire
Cet hymne soviétique a été imposé par le gouvernement socialiste lituanien en 1950, remplaçant l'hymne national interdit de la république de Lituanie (Tautiška giesmė). La musique a été composée par Balys Dvarionas et Jonas Švedas et les paroles originales rédigés par Antanas Venclova. Après la mort de Joseph Staline, Vacys Reimeris changea la deuxième strophe des paroles supprimant la notion de Staline. Les paroles de la deuxième strophe ont été modifiées pour indiquer que Lénine avait allumé le chemin de la liberté, aidé par le peuple russe, dirigée par le parti (Reimeris changé le mot «Staline» en «parti») et a exhorté le peuple lituanien à travailler avec les peuples des autres républiques soviétiques. Cet hymne de l'ère soviétique a été confirmé par l'article 169 de la Constitution de 1978 de la RSS de Lituanie (ce qui est la version présentée ci-dessous). En 1988, l'hymne officiel de la république de Lituanie (Tautiška Giesmė) a été une fois de plus ouvertement utilisé comme hymne lituanien et son statut d'hymne national a été restauré par le gouvernement lituanien indépendant, en 1992, et est encore utilisé aujourd'hui.

## Paroles

### Paroles lituanienne
| Écriture latine | Écriture cyrillique (obsolète) | Traduction |
| Tarybinę Lietuvą liaudis sukūrė, Už laisvę ir tiesą kovojus ilgai. Kur Vilnius, kur Nemunas, Baltijos jūra, Ten klesti mūs miestai, derlingi laukai. Priedainis: Tarybų Sąjungoj šlovingoj, Tarp lygių lygi ir laisva, Gyvuok per amžius, būk laiminga, Brangi Tarybų Lietuva! Į laisvę mums Leninas nušvietė kelią, Padėjo kovoj didi rusų tauta. Mus Partija* veda į laimę ir galią, Tautų mūs draugystė kaip plienas tvirta. Priedainis Tėvynė galinga, nebijom pavojų, Tebūna padangė taiki ir tyra. Mes darbu sukursim didingą rytojų, Ir žemę nušvies komunizmo aušra. Priedainis, | Тарі̨біне̇ Љетува̨ љаудіс сукӯре̇, Уж лајсве̨ ір тјеса̨ ковојус ілгај. Кур Вілњус, кур Немунас, Балтіјос јӯрас, Тен клесті мӯс мјестај, дерлінгі лаукај. Прједајніс: Тарі̨бу̨ Са̨јунгој шловінгој, Тарп лі̨гју̨ лі̨гі ір лајсва, Гі̨ву̊к пер амз́ус, бӯк лајмінга, Брангі Тарі̨бу̨ Љетува. І̨ лајсве̨ мумс Ленінас нушвјете̇ кеља̨, Паде̇јо ковој діді русу̨ таута. Мус Партіја* веда і̨ лајме ір гаља̨, Тауту̨ мӯс драугі̨сте̇ кајп пљенас твірта. Прједајніс Те̇ві̨не̇ галінга, небіјом павоју̨, Тебӯна паданге̇ тајкі ір ті̨ра. Мес дарбу сукурсім дідінга̨ рі̨тоју̨, Ір жеме̨ нушвјес комунізмо аушра. Прједајніс | La Lituanie soviétique a été créée par le peuple, Qui longtemps a lutté pour la liberté et la vérité. Où Vilnius, où Niémen, où le Mer Baltique, Laissez nos villes, nos champs fertiles prospérer. Refrain : Dans l'Union soviétique glorieuse, Entre les égaux, libres et égaux, Vivant éternellement et êtant heureux, Chère Lituanie soviétique ! Lénine nous a allumé le chemin de la liberté, Le grand peuple russe nous ont aidé dans la lutte. Le parti* nous conduit vers le bonheur et la puissance, L'amitié de nos nations est dur comme de l'acier. Refrain Notre patrie est puissante, nous ne craignons aucun danger, Que les cieux soient pacifiques et pure. Avec notre travail, nous allons créer un grand demain, Et l'aube ducommunisme allumera la Terre. Refrain |

*Les paroles originales d'Antanas Venclova contiennent le vers "Mus Stalinas veda į laimę ir galią" ("Staline nous conduit vers le bonheur et la puissance"). Dans une tentative de déstalinisation, le parole a été modifié par Vacys Reimeris.